# Saint-Martin-Sainte-Catherine
Saint-Martin-Sainte-Catherine is een gemeente in het Franse departement Creuse (regio Nouvelle-Aquitaine) en telt 370 inwoners (1999). De plaats maakt deel uit van het arrondissement Guéret.

## Geografie
De oppervlakte van Saint-Martin-Sainte-Catherine bedraagt 26,6 km², de bevolkingsdichtheid is 13,9 inwoners per km².

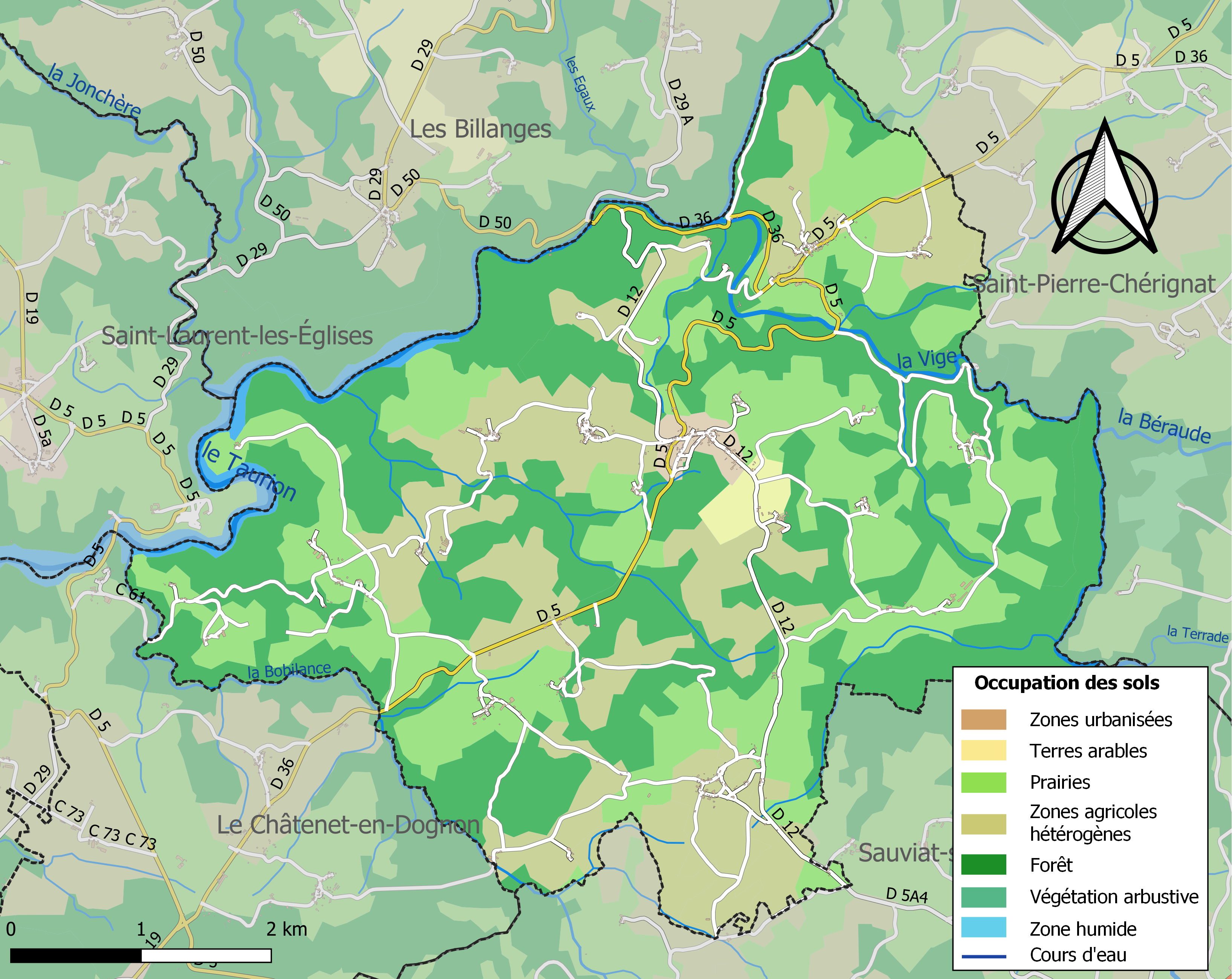
Kaart van de gemeente met de belangrijkste infrastructuur, bodemgebruik en omliggende gemeenten

## Demografie
Onderstaande figuur toont het verloop van het inwonertal (bron: INSEE-tellingen).